# 325 Хајделберга
325 Хајделберга (енгл. 325 Heidelberga) је астероид. Приближан пречник астероида је 75,72 km,
а средња удаљеност астероида од Сунца износи 3,212 астрономских јединица (АЈ).
Инклинација (нагиб) орбите у односу на раван еклиптике је 8,559 степени, а орбитални период износи 2102,797 дана (5,757 година). Ексцентрицитет орбите астероида износи 0,161.
Апсолутна магнитуда астероида износи 8,65 а геометријски албедо 0,106.
Астероид је откривен 4. марта 1892. године.